# Parlamentswahlen im Treuhandgebiet Pazifische Inseln 1974
Die Parlamentswahlen im Treuhandgebiet Pazifische Inseln 1974 (Parliamentary elections) wurden am 5. November 1974 im Treuhandgebiet Pazifische Inseln durchgeführt. Carmen Bigler wurde die erste Frau im Kongress, als sie ins Repräsentantenhaus gewählt wurde. Sie war Abgeordnete für den fünften Distrikt der Marshallinseln.

## Wahlsystem
Das Zweikammersystem des Congress bestand aus einem Senat mit 12-Mitgliedern mit jeweils zwei Mitgliedern aus jedem der sechs Distrikte und einem House of Representatives mit 21 Mitgliedern mit Sitzen proportional zur Bevölkerung jedes Distrikts – Fünf von Truk, vier von den Marshallinseln und Ponape, drei von den Nördlichen Marianen und Palau und zwei von Yap.
Wahlen wurden alle zwei Jahre im November von geradzahligen Jahren durchgeführt für alle Mitglieder des House of Representatives und die Hälfte des Senats (ein Mitglied aus jedem Distrikt).

## Wahlergebnisse
Zwölf Amtsinhaber des Kongress wurden abgewählt, inklusive von Senator Edward Pangelinan aus den Nördlichen Marianen, Truk Senator Andon Amaraich, dem Abgeordneten Felipe Atalig (Marianen) und dem Marshallesischen Abgeordneten John Heine, welcher gegen Carmen Bigler verlor.

### Senat
| Distrikt                                      | Abgeordneter         | Anmerkungen   |
| --------------------------------------------- | -------------------- | ------------- |
| Marianas                                      | Pedro Agulto Tenorio |               |
| Marshalls                                     | Amata Kabua          | wiedergewählt |
| Palau                                         | Roman Tmetuchl       | wiedergewählt |
| Ponape                                        | Ambilos Iehsi        | wiedergewählt |
| Truk                                          | Nick Bossy           |               |
| Yap                                           | Petrus Tun           | wiedergewählt |
| Quelle: Highlights, Highlights (google books) |                      |               |

### Repräsentantenhaus
| Distrikt                                      | Wahlkreis     | Abgeordneter      | Anmerkungen   |
| --------------------------------------------- | ------------- | ----------------- | ------------- |
| Marianas                                      | 1st District  | Jose Mafnas       |               |
| Marianas                                      | 2nd District  | Herman Guerrero   |               |
| Marianas                                      | 3rd District  | Oscar Rasa        |               |
| Marshalls                                     | 4th District  | Charles Domnick   | wiedergewählt |
| Marshalls                                     | 5th District  | Carmen Bigler     |               |
| Marshalls                                     | 6th District  | Ekpap Silk        | wiedergewählt |
| Marshalls                                     | 7th District  | Ataji Balos       | wiedergewählt |
| Palau                                         | 8th District  | Kuniwo Nakamura   |               |
| Palau                                         | 9th District  | Polycarp Basilius | wiedergewählt |
| Palau                                         | 10th District | Isidoro Rudimch   |               |
| Ponape                                        | 11th District | Joab Sigrah       | wiedergewählt |
| Ponape                                        | 12th District | Bethwel Henry     | wiedergewählt |
| Ponape                                        | 13th District | Resio Moses       | wiedergewählt |
| Ponape                                        | 14th District | Edgar Edwards     |               |
| Truk                                          | 15th District | Raymond Setik     | wiedergewählt |
| Truk                                          | 16th District | Sasauo Haruo      | wiedergewählt |
| Truk                                          | 17th District | Chiro Albert      |               |
| Truk                                          | 18th District | Lambert Aafin     |               |
| Truk                                          | 19th District | Kalisto Refonopei |               |
| Yap                                           | 20th District | Luke M. Tman      | wiedergewählt |
| Yap                                           | 21st District | John Haglelgam    |               |
| Quelle: Highlights, Highlights (google books) |               |                   |               |

## Nachwirkungen
Following the elections, Tosiwo Nakayama was re-elected President of the Senate, whilst Bethwel Henry was re-elected Speaker of the House of Representatives.
The election of three members – Lambert Aafin, Chiro Albert and Edgar Edwards – was challenged, with claims of irregularities. The Credential Committee recommended overturning the election of Aafin, ordering a by-election and launching a criminal investigation into the officials involved in the case. However, in a secret ballot, members of Congress voted to allow Aafin to take his seat by a vote of 9–8.